# 中筋山手
中筋山手（なかすじやまて）は兵庫県宝塚市の地名。一丁目から七丁目がある。2022年（令和4年）7月31日現在の人口は4164人。国勢調査に基づく2020年現在の面積は0.4944070km2。郵便番号は、665-0875。
全域が第一種低層住居専用地域（建物の高さが10mまで）に指定されているため、大部分が低層住宅である。

## 地理

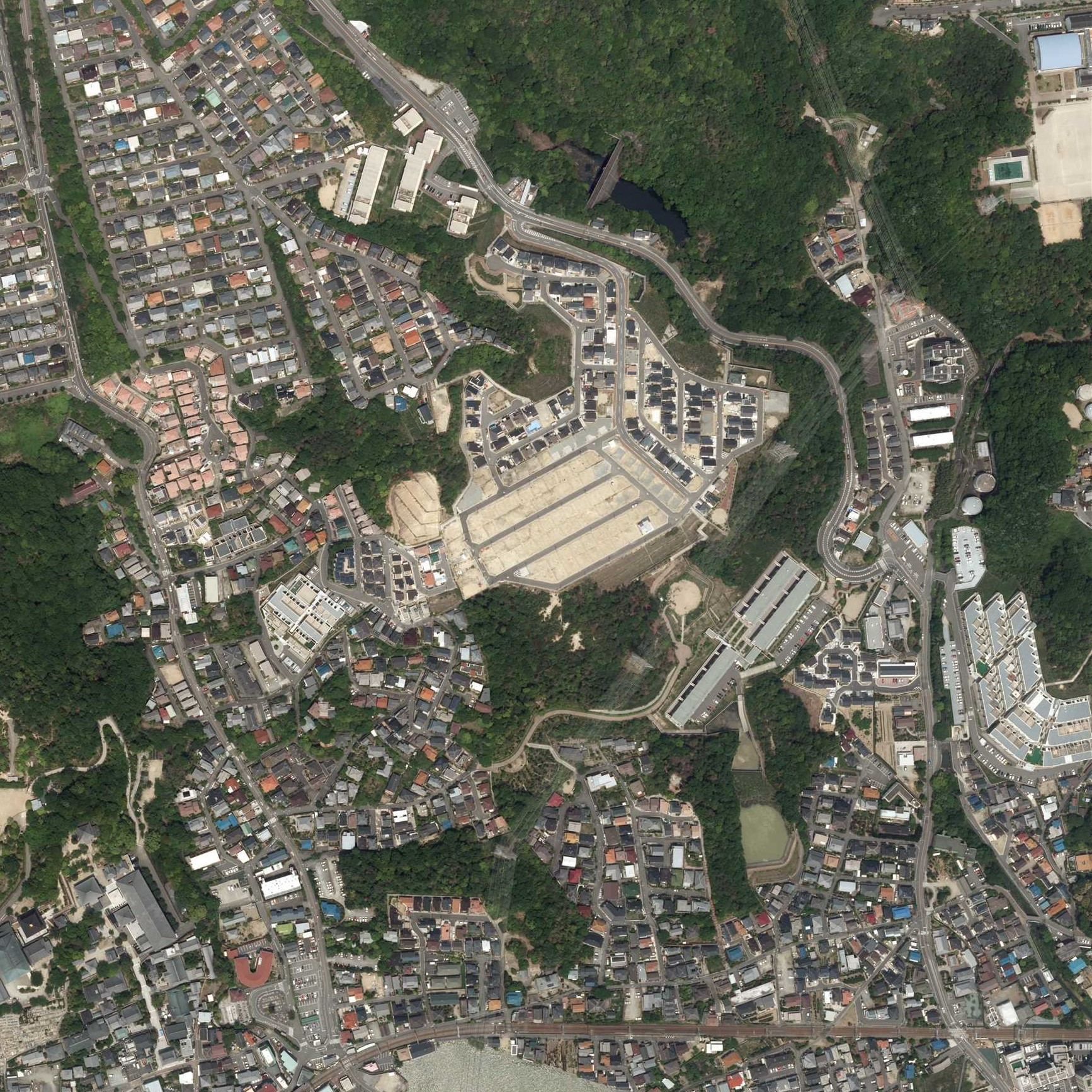
2012年の中筋山手を空撮したもの。国土地理院の 地図・空中写真閲覧サービス を基に作成。

中筋山手は宝塚市の南部、市街地の北側に位置する。勅使川（てしがわ）が地区の西側、天神川が東側を流れている。

## 歴史
中筋山手は町村制施行前は中筋村の一部であった。1889年に町村制施行により兵庫県川辺郡長尾村の一部になった。1955年、長尾村が宝塚市に編入合併され、現在の中筋山手となった。

### 沿革
- 1889年（明治22年）4月1日 - 町村制施行により兵庫県川辺郡長尾村上中筋となる。
- 1955年（昭和30年）3月10日 - 長尾村が宝塚市に編入合併され、兵庫県宝塚市中筋山手となる。

## 世帯数と人口
2022年（令和4年）7月31日現在の世帯数と人口は以下の通りである。
| 町丁           | 世帯数    | 人口    |
| -------------- | --------- | ------- |
| 中筋山手一丁目 | 297世帯   | 589人   |
| 中筋山手二丁目 | 379世帯   | 854人   |
| 中筋山手三丁目 | 204世帯   | 434人   |
| 中筋山手四丁目 | 261世帯   | 719人   |
| 中筋山手五丁目 | 159世帯   | 329人   |
| 中筋山手六丁目 | 98世帯    | 278人   |
| 中筋山手七丁目 | 286世帯   | 961人   |
| 計             | 1,684世帯 | 4,164人 |

| 地名     | 15歳未満 | 15歳 - 64歳 | 65歳以上 | グラフ |
| -------- | -------- | ----------- | -------- | ------ |
| 中筋山手 | 19%      | 61%         | 19%      |        |

### 人口の変遷
総数 [戸数または世帯数：  、人口：  ]
| 1995年（平成7年）  | 589世帯 1631人  |
| 2000年（平成12年） | 849世帯 2273人  |
| 2005年（平成17年） | 990世帯 2583人  |
| 2010年（平成22年） | 1296世帯 3304人 |
| 2015年（平成27年） | 1300世帯 3307人 |
| 2020年（令和2年）  | 1360世帯 3478人 |

## 小・中学校の学区
市立小・中学校に通う場合、学区は以下の通りとなる。
| 番地                                   | 小学校               | 中学校                   |
| -------------------------------------- | -------------------- | ------------------------ |
| 一～六丁目、七丁目(1・4～20番を除く。) | 宝塚市立長尾小学校   | 宝塚市立山手台中学校     |
| 七丁目(1・4～20番)                     | 宝塚市立中山台小学校 | 宝塚市立中山五月台中学校 |

## 交通

### 路線バス
現在、中筋山手には阪急バスが乗り入れており、山手四丁目バス停と中筋山手二丁目バス停がある。
| 停留所名       | 向き   | 系統              | 行先                   | 便数 | 便数   | 出典   |
| 停留所名       | 向き   | 系統              | 行先                   | 平日 | 土休日 | 出典   |
| -------------- | ------ | ----------------- | ---------------------- | ---- | ------ | ------ |
| 山手四丁目     | 北向き | 86系統            | 阪急山本駅             | 28便 | 23便   | [ 28 ] |
| 山手四丁目     | 北向き | 150系統           | 五月台六丁目・桜台方面 | 16便 | 17便   | [ 28 ] |
| 山手四丁目     | 北向き | 165系統           | 桜台二丁目・五月台方面 | 15便 | 7便    | [ 28 ] |
| 山手四丁目     | 北向き | 167系統           | 桜台二丁目・五月台方面 | 15便 | なし   | [ 28 ] |
| 山手四丁目     | 南向き | 150・160・167系統 | 阪急中山観音駅（南口） | 60便 | 45便   | [ 29 ] |
| 中筋山手二丁目 | 北向き | 68系統            | 桜台・五月台方面       | 8便  | なし   | [ 30 ] |
| 中筋山手二丁目 | 北向き | 65系統            | 桜台・五月台方面       | なし | 3便    | [ 30 ] |
| 中筋山手二丁目 | 北向き | 50系統            | 五月台・桜台方面       | 12便 | 12便   | [ 30 ] |
| 中筋山手二丁目 | 北向き | 75系統            | 五月台五丁目           | 4便  | 4便    | [ 30 ] |
| 中筋山手二丁目 | 南向き | 50・68・75系統    | 阪急中山観音駅（北口） | 24便 | なし   | [ 31 ] |
| 中筋山手二丁目 | 南向き | 50・65・75系統    | 阪急中山観音駅（北口） | なし | 19便   | [ 31 ] |

## 施設
- 中筋山手自治会館
- 市営中筋山手住宅
- 市営中筋住宅団地
- 県営宝塚中筋高層住宅

### 古墳
中筋山手には、天神川と砺使川に挟まれた地区に分布する諸古墳を含む中筋山手古墳群が存在する。特にその中でも中筋山手丘陵の東南麓の天神川右岸のものを中筋山手東古墳群という。中筋山手東古墳群は4基が現存する。1～3号墳は住宅街の中にあり、2号墳は、市の史跡として指定されており、1976年（昭和51年）に発掘調査が行われ、副葬品として土師器、須恵器の土器類と耳環8点が出土している。また、出土状態から4人が葬られていたと考えられている。
中筋山手古墳群は、石室形態、出土品などから1～3号墳、6号墳、7号墳、東1～4号墳の9基は6世紀後半から末頃、4号墳は6世紀末から7世紀初頭、5号墳が7世紀前半に形成されたと考えられている。7号墳は、有高稲荷神社社殿の裏にある。

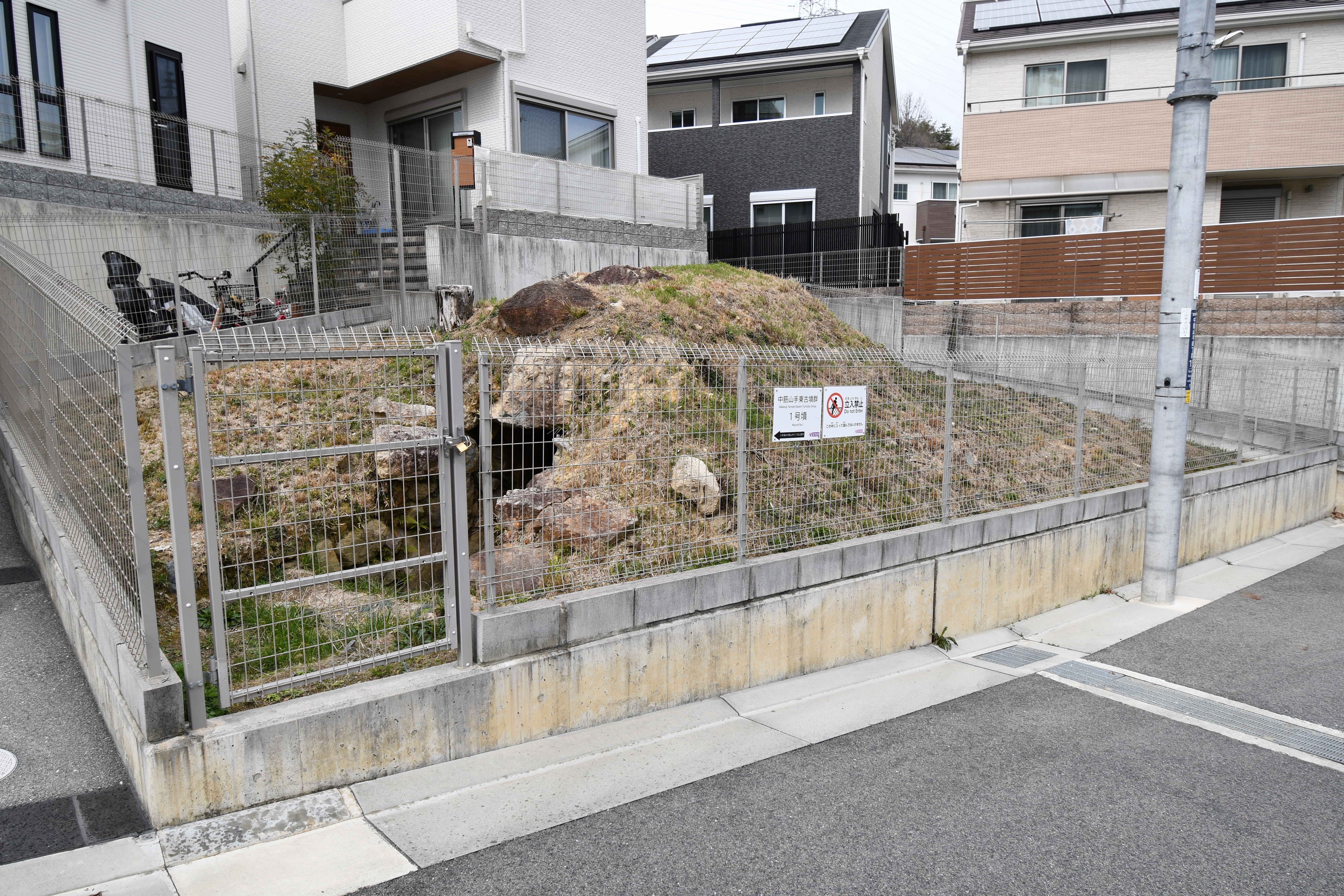
中筋山手東1号墳
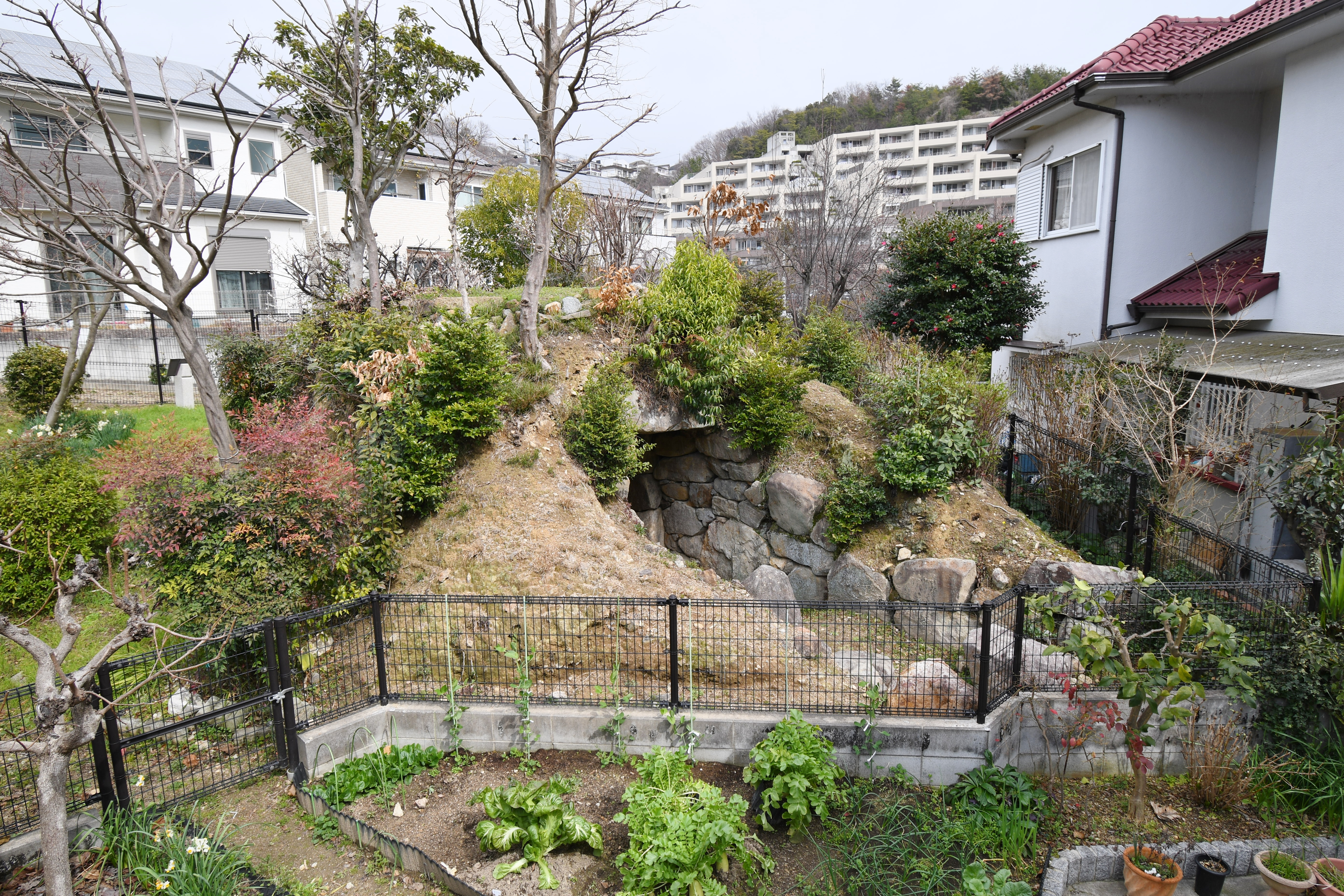
中筋山手東2号墳
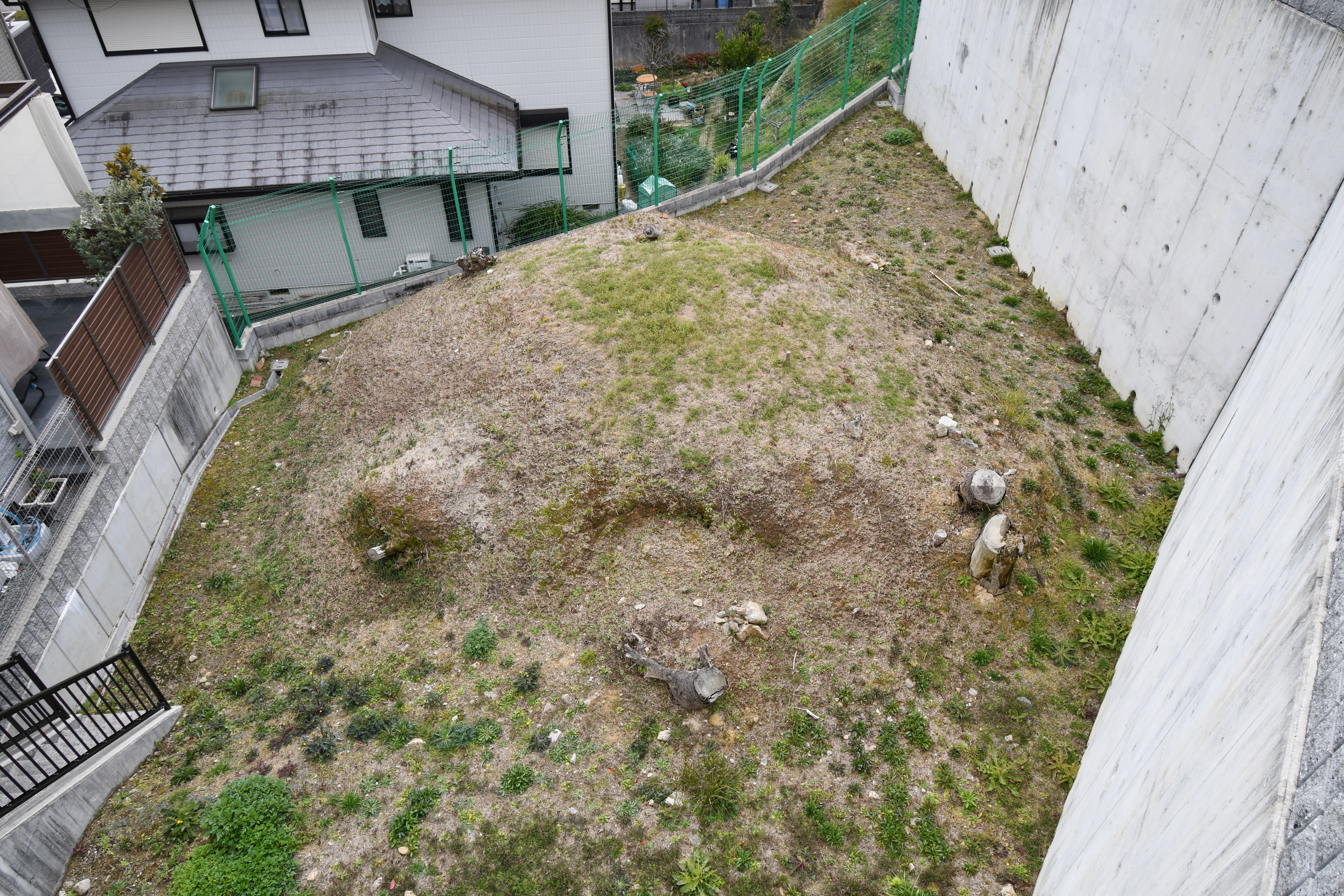
中筋山手東3号墳

### 有高稲荷神社

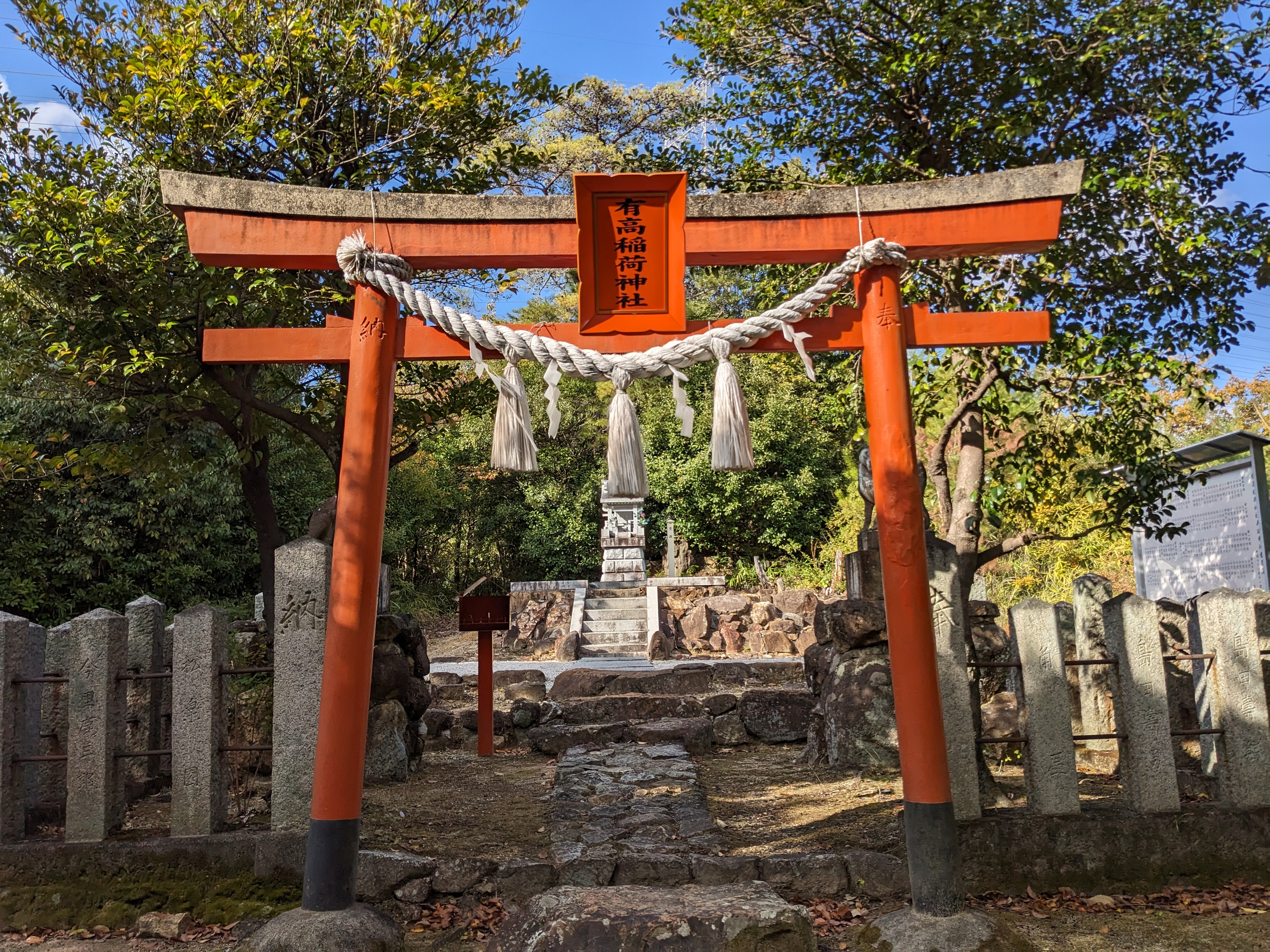
有高稲荷神社

古来より「小池稲荷」と称し、明治時代末期または大正時代初期から「有高稲荷」と称されて来た。建立は宝永年間(1704年～1710年)に土地の大酒造業、地主、金融業を持って知られた小池道林が旅先での一夜夢のお告げとして稲荷大明神に「汝法華教を持って我を信奉する時、土地五穀豊穣、住民の安穩疑い無し」と告げられ勧請したと伝わる。
主祭神は倉稲魂命（ウカノミタマノミコト）、例祭日は10月26日である。1873年（明治6年）に無格社に加列された。住宅街の中にある30の鳥居が特徴である。